# コロコロアニキ
『コロコロアニキ』は、2014年10月15日から2021年3月15日まで小学館より発刊された青年漫画雑誌。
キャッチフレーズは「小学生お断り」。

## 概要
1977年に創刊した『月刊コロコロコミック』の大人版として刊行された。『コロコロ』を卒業した中学生から大人までをメインターゲットとしており、ジャンルは青年漫画となっている。ただし、表紙や装丁はほぼ『コロコロ』と同様であり、第6・7号の表紙には書店向けに、子供向け漫画雑誌のスペースに置かないよう注意書きがされていた。
掲載作品の特色として、『デュエル・マスターズ覇王伝 ガチ!!』（藤崎聖人）、『フューチャーカード バディファイト ダークゲーム異伝』（吉田正紀）といったトレーディングカードゲームを題材としたものや、『かっとばせ!キヨハラくん』（河合じゅんじ）、『爆走兄弟レッツ&ゴー!! Return Racers!!』（こしたてつひろ）、『でんぢゃらすリーマン』（曽山一寿）など、20 - 30代にとって懐かしい過去の連載の続編や特別編がある。また、のむらしんぼが現在の自身の苦境も交えて『コロコロコミック』創刊時からの様子を描いた『コロコロ創刊伝説』も連載されている。第1号から小田扉による新日本プロレス所属レスラーを基にした作品、第5号から小林源文による戦車を題材にした作品が毎号掲載されている。
付録には、トレーディングカードゲーム用のカード（オリジナルデザイン）やスマートフォン用ゲームアプリのシリアルコード、タミヤとのコラボレーションによるミニ四駆パーツが封入もしくは同梱されている。発売号により異なるが、ミニ四駆のパーツは、オリジナルステッカーや特別仕様のボディパーツなどで、ボディに貼るステッカーなどは付属しない。
2021年春号（通巻第22号。2021年3月15日発売）を以って約6年半に亘った雑誌としての発行を終了。継続予定の連載作品は「コロコロオンライン」内でのWeb連載に移行する。事実上の休刊だが、公式には休刊ではなく「紙から電子への進化」としている。2022年3月15日に「コロコロオンライン」内の漫画コーナーが「週刊コロコロコミック」に統合・リニューアルされてからは過去作、新作共にそちらに掲載される。『コロコロアニキ』公式Twitterアカウントも移行に伴い、「週刊コロコロコミック」公式アカウントとして引き継がれている。

## 号数
第1号から『月刊コロコロコミック』増刊扱いとなっている。
1号から2号までは半年あき、以降8号までは不定期としながらも4か月毎のペースだった。その次の2017年夏号から2019年春号までは季刊となり、2019年夏号からは再び4か月毎に戻った。
紙媒体の雑誌としては全22号が発売された。

### 不定期刊
1. 2014年10月15日発売
2. 2015年3月14日発売
3. 2015年7月15日発売
4. 2015年11月14日発売
5. 2016年3月15日発売
6. 2016年7月15日発売
7. 2016年11月15日発売
8. 2017年3月15日発売

### 季刊
- 2017年夏号 2017年6月15日発売
- 2017年秋号 2017年9月15日発売
- 2018年冬号 2017年12月15日発売
- 2018年春号 2018年3月15日発売
- 2018年夏号 2018年6月15日発売
- 2018年秋号 2018年9月15日発売
- 2019年冬号 2018年12月15日発売
- 2019年春号 2019年3月15日発売

### 年3回刊
- 2019年夏号 2019年7月13日発売
- 2020年冬号 2019年11月15日発売
- 2020年春号 2020年3月14日発売
- 2020年夏号 2020年7月15日発売
- 2021年冬号 2020年11月13日発売
- 2021年春号 2021年3月15日発売

## 掲載作品

### 連載作品
雑誌としての最終号まで連載されていた作品。これらの作品は『でんぢゃらすリーマン』は「コロコロオンライン」掲載後「マンガワン」に移籍、『バンバンドリドリ』も「マンガワン」に移籍、それ以外の作品は「コロコロオンライン」上に移籍して旧作と織り交ぜて新作を掲載している。「コロコロオンライン」移行後は以下の7作に加え、新作の『うちのネコは飼い主に優しい。』、『ワールズエンドクラブ』が「『コロコロアニキ』連載まんが」として掲載された。「週刊コロコロコミック」には『コロッケ! BLACK LABEL』と『コロコロ創刊伝説』が移籍している（『『コロコロ創刊伝説』は再掲載）。
| 作品名                                  | 作者（作画）   | 原作など                             | 開始号                                | 備考     |
| --------------------------------------- | -------------- | ------------------------------------ | ------------------------------------- | -------- |
| 爆走兄弟レッツ&ゴー!! Return Racers!!   | こしたてつひろ | タミヤ                               | 1号                                   |          |
| でんぢゃらすリーマン                    | 曽山一寿       | －                                   | 1号                                   | [ 注 6 ] |
| コロコロ創刊伝説                        | のむらしんぼ   | －                                   | 1号                                   |          |
| 爆転SHOOT ベイブレード RISING           | 青木たかお     | タカラトミー                         | 6号（「コロコロオンライン」にて完結） |          |
| ポケットモンスター アニキ編             | 穴久保幸作     | 任天堂 クリーチャーズ ゲームフリーク | 7号                                   | [ 注 7 ] |
| 星のカービィ デデデでプププなものがたり | ひかわ博一     | 任天堂 ハル研究所                    | 2018年冬号                            | [ 注 8 ] |
| コロッケ! BLACK LABEL                   | 樫本学ヴ       | －                                   | 2018年冬号                            |          |

#### コロコロ時代
毎回『コロコロコミック』で育ったゲスト漫画家たちが、子供時代の思い出を描くコミック・エッセイシリーズ。
| 作品名                                            | 作者（作画）       | 原作者など | 掲載号     | 備考     |
| ------------------------------------------------- | ------------------ | ---------- | ---------- | -------- |
| ぼくらのいちにち                                  | 山本さほ           | －         | 2号        |          |
| TMFL 二ツ星駆動力学研究所編                       | 林健太郎           | －         | 3号        |          |
| いくぜ!! 16連射の巻                               | 石原まこちん       | －         | 4号        |          |
| コロコロ時代スペシャル 高橋名人トリビュート大会!! | －                 | －         | 5号        | [ 注 9 ] |
| 『コロコロ爆伝』のこと                            | 渋谷直角           | －         | 6号        |          |
| とよ田のコロコロ開拓史                            | とよ田みのる       | －         | 7号        |          |
| 男の修行編                                        | 森繁拓真           | －         | 2017年夏号 |          |
| コロコロで人生変わった話                          | ピョコタン         | －         | 2017年夏号 |          |
| コロコロに騙された話                              | カメントツ         | －         | 2017年秋号 |          |
| ポケモンが教えてくれた夢・世界・未来              | 中川翔子           | －         | 2018年冬号 |          |
| コロコロ時代                                      | 穴久保幸作         | －         | 2018年春号 |          |
| コロコロ時代                                      | 萬屋不死身之介     | －         | 2018年夏号 |          |
| だがしかし×ミニ四駆特別編                         | コトヤマ           | －         | 2018年秋号 |          |
| ボクとすがやさんとゲームセンターあらし            | ながいのりあき     | －         | 2019年冬号 |          |
| ゲームセンターあらしの頃                          | すがやみつる       | －         | 2019年春号 |          |
| そらまるアネキとミニ四駆                          | 徳井青空           | －         | 2019年夏号 |          |
| ニャロメロンのポケモンヒストリー                  | ニャロメロン       | －         | 2020年冬号 |          |
| メガドライバーだったオレのPCエンジンメモリーズ    | 井上和郎           | －         | 2020年春号 |          |
| ぼくと大長編ドラえもん                            | むぎわらしんたろう | －         | 2020年夏号 |          |
| コロコロ時代 〜スーパーマリオくん〜               | 沢田ユキオ         | －         | 2021年冬号 |          |
| たこ部屋物語                                      | あすかあきお       | －         | 2021年春号 |          |

### 過去の連載作品
| 作品名                                                       | 作者（作画）     | 原作者など                                                        | 掲載号                                                           | 備考      |
| ------------------------------------------------------------ | ---------------- | ----------------------------------------------------------------- | ---------------------------------------------------------------- | --------- |
| かっとばせ!キヨハラくん                                      | 河合じゅんじ     | －                                                                | 1号 - 4号                                                        |           |
| デュエル・マスターズ覇王伝 ガチ!!                            | 藤崎聖人         | タカラトミー                                                      | 1号 - 2018年春号                                                 |           |
| フューチャーカード バディファイト ダークゲーム異伝           | 吉田正紀         | ブシロード                                                        | 1号 - 2018年春号                                                 |           |
| 新日ファンタジー                                             | 小田扉           | 新日本プロレス                                                    | 1号 - 2020年春号                                                 | [ 注 10 ] |
| ハイパーダッシュ!四駆郎                                      | 武井宏之         | 徳田ザウルス（原作）                                              | 2号 - 2021年春号（最終回は「コロコロオンライン」にて描き下ろし） |           |
| Yの箱船                                                      | 石蕗永地（作画） | 天樹征丸（原作）                                                  | 2号 - 2021年春号                                                 |           |
| 198Xメモリーズ                                               | 井上和郎         | －                                                                | 4号 - 2019年冬号                                                 | [ 注 11 ] |
| TMFL 二ツ星駆動力学研究所                                    | 林健太郎         | －                                                                | 4号 - 2017年秋号                                                 |           |
| 死.TV                                                        | カネダカズヤ     | －                                                                | 4号 - 2020年冬号                                                 |           |
| あまいぞ!男吾                                                | Moo.念平         |                                                                   | 5号 - 2017年夏号                                                 |           |
| ゴーゴー!ゴジラッ!!マツイくん                                | 河合じゅんじ     |                                                                   | 6号 - 2021年春号                                                 |           |
| ウィクロス ぶくぶタマ劇場                                    | 大川ぶくぶ       | タカラトミー                                                      | 2017年夏号 - 2021年春号                                          | [ 注 12 ] |
| バンバンドリドリ                                             | ニャロメロン     | ブシロード                                                        | 2017年夏号 - 2021年春号（「マンガワン」に移籍）                  |           |
| マキシマムザ亮君の 必殺!! アウトサイダー広告代理人           | 藤異秀明         | マキシマムザ亮君（監修・脚本）                                    | 2017年秋号 - 2019年春号                                          |           |
| なみだめし                                                   | 松山せいじ       |                                                                   | 2017年秋号 - 2018年冬号                                          |           |
| 劇画ガールズ&パンツァー                                      | 小林源文         |                                                                   | 2018年冬号 - 2021年春号                                          | [ 注 13 ] |
| 装甲娘                                                       | 河本ひろし       | DMM GAMES レベルファイブ                                          | 2018年春号 - 2021年冬号                                          |           |
| フューチャーカード 神バディファイト ホーリー異伝             | 吉田正紀         | ブシロード                                                        | 2018年夏号 - 2019年春号                                          |           |
| 切札勝舞はマジック：ザ・ギャザリングを使いつづける           | コーヘー         | 松本しげのぶ（原作） ウィザーズ・オブ・ザ・コースト（監修・協力） | 2018年秋号 - 2021年春号                                          |           |
| 40代漫画家、原稿料は月5万…副業のユーチューバーでの月収20万!! | ピョコタン       |                                                                   | 2020年冬号 - 2021年春号                                          |           |
| 魔神英雄伝ワタル 七魂の龍神丸                                | 藤異秀明         | サンライズ                                                        | 2020年春号 - 2021年春号                                          | [ 注 14 ] |

### 読み切り作品
| 作品名                                                 | 作者（作画）       | 原作など                                                               | 掲載号                             | 備考                |
| ------------------------------------------------------ | ------------------ | ---------------------------------------------------------------------- | ---------------------------------- | ------------------- |
| ヒャッハーだよ♪ ふなっしー                             | まえだくん         | ふなっしー                                                             | 1号                                |                     |
| 3PIESCE                                                | コーヘー           | －                                                                     | 1号                                |                     |
| 持ち込み・オブ・ザ・デッド                             | 萬屋不死身之介     | －                                                                     | 1号                                |                     |
| BLUE GIANT 特別編 第1話                                | 石塚真一           | －                                                                     | 1号                                |                     |
| 拝啓 徳田ザウルス先生                                  | 武井宏之           | －                                                                     | 1号                                |                     |
| 死.TV                                                  | カネダカズヤ       | －                                                                     | 1号                                |                     |
| 3名様が狩る。                                          | 石原まこちん       | －                                                                     | 1号                                |                     |
| フェアリー・バトル                                     | うさくん           | －                                                                     | 1号                                |                     |
| PUZZLE&DRAGONS 誕生秘話                                | 瀬戸カズヨシ       | ガンホー                                                               | 1号                                |                     |
| 198Xメモリーズ 〜麻雀与太郎音頭編〜                    | 井上和郎           | －                                                                     | 2号                                |                     |
| BLUE GIANT 特別編 第2話                                | 石塚真一           | －                                                                     | 2号                                |                     |
| 爆裂!カッシーオールスターズ                            | 樫本学ヴ           | －                                                                     | 2号                                |                     |
| 親友 オブ ザ デッド                                    | 萬屋不死身之介     | －                                                                     | 2号                                |                     |
| ドラベース プロ野球編                                  | むぎわらしんたろう | 藤子プロ                                                               | 3号                                |                     |
| デュエル・マスターズZ                                  | 松本しげのぶ       | タカラトミー                                                           | 3号                                |                     |
| あまいぞ!男吾                                          | Moo.念平           | －                                                                     | 3号                                |                     |
| エレメンタルズ〜働かない若者たち〜                     | 萬屋不死身之介     | －                                                                     | 3号                                |                     |
| 勇気を出して手ブラジャンプ                             | モリタイシ         | －                                                                     | 3号                                |                     |
| スーパーマリオッさん                                   | 沢田ユキオ         | 任天堂                                                                 | 4号                                | [ 注 15 ]           |
| 忍者ハットリくん 明日は日曜日そしてまた明後日も……      | 藤子不二雄A        | －                                                                     | 4号                                | [ 注 16 ] [ 注 17 ] |
| 山本さほのGRAVITY DAZEをやってみた件!                  | 山本さほ           | －                                                                     | 4号                                |                     |
| ファミコンランナー高橋名人物語                         | 河合一慶           | －                                                                     | 5号                                | [ 注 18 ]           |
| いつかのホームラン                                     | 河合じゅんじ       | －                                                                     | 5号                                |                     |
| ワールド オブ タンクス特別解説劇画                     | 小林源文           | －                                                                     | 5号                                | [ 注 19 ]           |
| おぼっちゃまくん                                       | 小林よしのり       | －                                                                     | 6号                                |                     |
| ウサギの黒騎士物語                                     | 小林源文           | －                                                                     | 6号                                |                     |
| バーコードファイター                                   | 小野敏洋           | エポック社                                                             | 7号、2017年秋号                    | [ 注 20 ]           |
| WoT源文小隊戦記                                        | 小林源文           | －                                                                     | 7号、8号                           |                     |
| 学級王ヤマザキ                                         | 樫本学ヴ           | －                                                                     | 2017年夏号、2017年秋号             |                     |
| マキシマム ザ ホルモン 〜新連載プロローグ〜            | 藤異秀明           | マキシマムザ亮君（監修・脚本）                                         | 2017年夏号                         |                     |
| 山本さほのワールド オブ タンクス体験記                 | 山本さほ           | －                                                                     | 2017年夏号                         |                     |
| 小林源文のワールド オブ タンクス体験記                 | 小林源文           | －                                                                     | 2017年夏号、2017年秋号             |                     |
| 高橋名人のスママジ物語                                 | まえだくん         | －                                                                     | 2017年秋号                         |                     |
| ファミコンロッキー                                     | あさいもとゆき     | －                                                                     | 2017年秋号                         |                     |
| イナズマイレブン Reloaded                              | やぶのてんや       | レベルファイブ                                                         | 2018年春号                         |                     |
| うちゅう人 田中太郎                                    | ながとしやすなり   | －                                                                     | 2018年夏号                         |                     |
| 怪盗ジョーカー                                         | たかはしひでやす   | －                                                                     | 2018年夏号                         |                     |
| ドラベース ドラえもん超野球外伝 [2018プレミアム特別編] | むぎわらしんたろう | 藤子プロ                                                               | 2018年秋号                         |                     |
| ロックマン11 運命の歯車!!                              | 鷹岬諒             | カプコン                                                               | 2018年秋号                         |                     |
| ゲームセンターあらし                                   | すがやみつる       | －                                                                     | 2019年冬号、2020年冬号、2021年冬号 |                     |
| おれは男だ! くにおくん                                 | 穴久保幸作         | アークシステムワークス                                                 | 2019年冬号                         |                     |
| 星のカービィ 〜まんぷくプププファンタジー〜            | 武内いぶき         | 任天堂 ハル研究所                                                      | 2019年春号                         |                     |
| ビックリマン                                           | 竹村よしひこ       | ロッテ                                                                 | 2019年春号                         |                     |
| メタルファイト ベイブレード ソウルバースト             | 足立たかふみ       | タカラトミー                                                           | 2019年夏号                         |                     |
| 機獣新世紀ゾイド                                       | 上山道郎           | タカラトミー                                                           | 2019年夏号                         |                     |
| ピョコタン（41歳）のジリ貧漫画家ダイアリー             | ピョコタン         | －                                                                     | 2019年夏号                         |                     |
| 神羅万象チョコ 4コマアンソロジー                       | －                 | バンダイ                                                               | 2019年夏号                         | [ 注 22 ]           |
| まんがで! にゃんこ大戦争                               | 萬屋不死身之介     | ポノス                                                                 | 2020年冬号                         |                     |
| スーパーフィッシング グランダー武蔵                    | てしろぎたかし     | 藤本信行 / 日本アニメーション（原作） 村田基（テクニカルアドバイザー） | 2020年春号、2020年夏号             |                     |
| ファミコン少年団2020                                   | さいとうはるお     | －                                                                     | 2021年冬号                         |                     |
| ペンギンの問題 令和大問題編                            | 永井ゆうじ         | －                                                                     | 2021年春号                         |                     |
| 爆球連発!!スーパービーダマン キャップ革命 ボトルマン編 | 今賀俊             | タカラトミー                                                           | 2021年春号                         |                     |

## 巻末アンケート募集漫画
各号巻末には、3〜5ページ程度のアンケート募集漫画が掲載されている。なお、漫画として目次ページ未掲載である。
2018年夏号まではタイトルや作画担当が変わりつつも登場人物は共通だったが、同年秋号以降は作画担当者が描いている作品のキャラクターが登場するようになった。
第3号の『モーレツ アンとケートの大暴言』では「大人向けでもコロコロ（アニキ）は乳首NG、作者が描く気マンマンでも上に止められる」との旨の発言があり、大人向けだからといって過激な表現は控えさせられているが、担当者によると「パンチラは大丈夫」だという。
| タイトル                                                        | 作画           | 掲載号     | 備考      |
| --------------------------------------------------------------- | -------------- | ---------- | --------- |
| モーレツ アンとケートの大暴言                                   | 鈴木サバ缶     | 1号 - 3号  |           |
| モーレツ アンとケートの大暴言                                   | 河本ひろし     | 4号        |           |
| モーレツ アンとケートの大暴言                                   | 瀬戸カズヨシ   | 5号        |           |
| モーレツ アンとケートの大暴言                                   | まつやませいじ | 6号 - 8号  |           |
| アンとケートの大教室                                            | まつやませいじ | 2017年夏号 |           |
| アンとケートの大爆走!                                           | 河本ひろし     | 2017年秋号 |           |
| アンとケートのメーサク劇場                                      | F4U            | 2018年冬号 |           |
| アンケートの奇跡 〜アイちゃん ふんとうする〜                    | 櫻井エネルギー | 2018年春号 |           |
| 恥辱の放課後アンケート 〜初体験女子高生と女教師〜               | 櫻井エネルギー | 2018年夏号 |           |
| まいっちんぐマチコ先生のアンケート送ってくれなきゃまいっちんぐ♥ | えびはら武司   | 2018年秋号 |           |
| すげこま乱入 GOD SAVE THE アンケートハガキ!                     | 永野のりこ     | 2019年冬号 |           |
| タモリはタルがアンケートのスゴさを語っタル!!                    | タモリはタル   | 2019年春号 |           |
| キミのアニキ愛を添削! 美子ちゃんのアンケート講座                | 服部昇大       | 2019年夏号 |           |
| 永野のりこが贈る! みすて♡ないで読者アンケート                   | 永野のりこ     | 2020年冬号 |           |
| 事勿コロコロ御殿                                                | 雑君保プ       | 2020年春号 | [ 注 23 ] |
| 仙人とブラックのまんがトピックス アンケートに参加しよう! の巻   | 嵩瀬ひろし     | 2020年夏号 | [ 注 24 ] |
| ルーツレポ                                                      | ルーツ         | 2021年冬号 |           |
| のむらしんぼ先生が教える! つるセコ読者アンケート伝説            | のむらしんぼ   | 2021年春号 | 最終回    |

## コロコロオンライン掲載作品
『コロコロアニキ』の「コロコロオンライン」移行後、「『コロコロアニキ』連載まんが」として掲載された作品。
| 作品名                       | 作者（作画） | 原作者など                                                           | 掲載日                   | 備考      |
| ---------------------------- | ------------ | -------------------------------------------------------------------- | ------------------------ | --------- |
| ワールズエンドクラブ         | 菊妻ヒロキ   | 打越鋼太郎 / トゥーキョーゲームス（原作） 竹（キャラクターデザイン） | 2021年2月27日 - 6月1日   |           |
| うちのネコは飼い主に優しい。 | 樫本学ヴ     | －                                                                   | 2021年6月15日 - 12月25日 | [ 注 25 ] |